# Székely Sándor (politikus)
Székely Sándor (Budapest, 1977. július 18. –) magyar politikus, a Magyar Szolidaritás Mozgalom elnöke. 2018 óta országgyűlési képviselő.

## Élete
Baloldali elkötelezettségű családban született, 1997-ben végzett külkereskedelmi üzletkötőként a XIII. kerületi Károlyi Mihály Szakközépiskolában. Ezt követően egy reklámügynökségnél kezdett dolgozni, majd saját vállalkozást alapított.

## Politikai pályafutása
A Millában kezdett politizálni, majd ebből kiválva társaival megalapította az Egymillióan a Demokráciáért mozgalmat. Utóbbi csatlakozott a főleg rendvédelmi dolgozókat soraiban tudó, radikális baloldali Magyar Szolidaritás Mozgalomhoz, mely a 2014-es magyarországi országgyűlési választáson az Együtt, és így a baloldali összefogás részeként indult. Székely az országos lista 68. helyére került, így nem jutott be az Országgyűlésbe. Az önkormányzati választáson kompenzációs listán jutott a Fővárosi Önkormányzatba.
A mozgalom 2015-ben kivált az Együttből, Székely a párt elnöke lett. A 2018-as választás előtt a Demokratikus Koalícióval kötöttek megállapodást. A párt országos listáján a 7. helyen kapott helyet, így az Országgyűlésbe jutott. A Gazdasági bizottság tagja. 2018. december 21-én Székely Sándor kilépett a DK frakciójából, és függetlenként folytatja az országgyűlési képviselői tevékenységét.
2020 márciusában jelentették be, hogy Igen Szolidaritás Magyarországért Mozgalom néven új baloldali párt alakult. A mozgalmat 11 magánszemély alapította, köztük Székely Sándor.

## Magánélete
Házas, egy fiúgyermek édesapja, egy XX. kerületi társasházban élnek.